# زیواندانی
زیواندانی (به لاتین: Zivandani) یک منطقهٔ مسکونی در اتحاد قمر است که در گرند کومور واقع شده‌است. زیواندانی ۷۳۴ نفر جمعیت دارد.